# Daniel Bobik
Daniel Bobik (* 26. Juni 1979 in Omaha) ist ein ehemaliger US-amerikanischer Basketballspieler. Der 1,95 m große Shooting Guard spielte in den USA für die Oklahoma State University und von 2005 bis 2006 in der deutschen Basketball-Bundesliga für TBB Trier.

## Leben
Daniel Bobik ist der Sohn des ehemaligen Basketballspielers Ralph Bobik. Er hat eine Schwester und zwei Brüder. Er wuchs in Newbury Park, Kalifornien, auf und besuchte die Newbury Park High School. Dort begann unter Trainer Steve Johnson seine Spielerkarriere. Bobik war Kapitän des Basketballteams seiner High School und wurde in das All-Region-Team aufgenommen. Als Senior erzielte er durchschnittlich 20 Punkte pro Spiel. Aufgrund seiner Leistungen wurde er als Most Valuable Player der Marmonte League und des Ventura County ausgezeichnet und von USA Today lobend als „High school All-American“ erwähnt.
Von 1998 bis 2000 war Bobik als Missionar der Kirche Jesu Christi der Heiligen der Letzten Tage in der Dominikanischen Republik tätig. 2000 nahm er ein Studium an der Brigham Young University (BYU) auf. In den folgenden zwei Jahren spielte er mit der dortigen Basketballmannschaft gegen andere Hochschulen und erzielte durchschnittlich 3,5 bzw. 6,8 Punkte. Sein Trainer an der BYU war Steve Cleveland.
Zur Saison 2002/2003 wurde Bobik zur Oklahoma State University transferiert und verbrachte dort zunächst ein Jahr als Redshirt. 2004 unterstützte er als Spieler die Oklahoma State Cowboys dabei, in die Big 12 Tournament Championships zurückzukehren und hatte Einsätze in der regulären Big 12 Championship im Final Four und Sweet Sixteen. 2003/04 erzielte er 253 Punkte in 33 von 35 Spielen. In der folgenden Saison kam er in 29 von 33 Spielen zum Einsatz und erreichte 222 Punkte. Er wurde zum Most Valuable Player der Touchtone Energy All-College Classic ernannt.
2005 wechselte Bobik nach Deutschland in die Basketball-Bundesliga zu TBB Trier. Er startete bei 9 von 30 Spielen und erzielte 125 Punkte. Bereits ein Jahr später beendete er aus familiären Gründen seine Profikarriere und kehrte wieder in die USA zurück.
Bobik schloss ein Marketing-Studium an der Oklahoma State University ab und erlangte den Master of Business Administration an der Northeastern State University in Tahlequah. Ab 2007 arbeitete er als Director of Sales für die Tulsa 66ers, bis er 2010 eine Stelle bei dem Radiosender Sports Animal 97.1 in Tulsa antrat. Weitere Karrierestationen folgten. Von 2018 bis 2023 engagierte er sich auch als Basketball-Trainer an der Queen Creek High School. Seit 2019 ist er im Bereich Business Development für GH2 Architects in Mesa tätig. Er lebt mit seiner Ehefrau und vier Kindern in Mesa, wo sie gemeinsam einen Sockenversand („kaktos“) betreiben.